# Ledereragrotis
Ledereragrotis is een geslacht van vlinders van de familie uilen (Noctuidae).

## Soorten
- L. difficilis Erschoff, 1877
- L. multifida (Lederer, 1870)